# Cintello
Cintello (Cintiél in friulano, Sintiél nella parlata locale) è una frazione del comune di Teglio Veneto, nella città metropolitana di Venezia. È nota per un pregevole ciclo di affreschi romanici presenti della chiesa parrocchiale.

## Geografia fisica
Cintello si estende per circa 2 km² e confina a nord con Cordovado, a est con Bagnara e Boldara (frazioni del comune di Gruaro), a sud con Portovecchio (Portogruaro) e Colombara (Fossalta di Portogruaro) e a ovest con Teglio Veneto. È bagnato dal fiume Lemene e dalla Roggia del Battiferro, un piccolo corso d'acqua che un tempo alimentava un mulino e poi un maglio per la lavorazione dei metalli oggi scomparso. Il suo territorio è attraversato longitudinalmente dalla strada provinciale 463 "del Tagliamento", dalla linea ferroviaria Casarsa-Portogruaro e dalla strada provinciale 93, conosciuta con il nome di "Ferrata" in quanto essa segue il tracciato di una linea ferroviaria (vedi ferrovia Teglio Veneto-Bertiolo-Udine) progettata negli anni '30 del Novecento e mai portata a termine.

## Origini del nome
Le ipotesi sull’origine del toponimo sono due: la prima propone l’etimologia da "ad quintum lapidem", in riferimento alla strada romana che collegava la città di Iulia Concordia con il Norico e che toccava anche Cintello, in prossimità del quinto miglio. Una seconda ipotesi lega invece il nome alla voce latina cinctum con il significato di "recinto, spazio chiuso", riferimento ad una piccola struttura difensiva d’epoca medievale chiamata “centa” o “cortina”.

## Storia

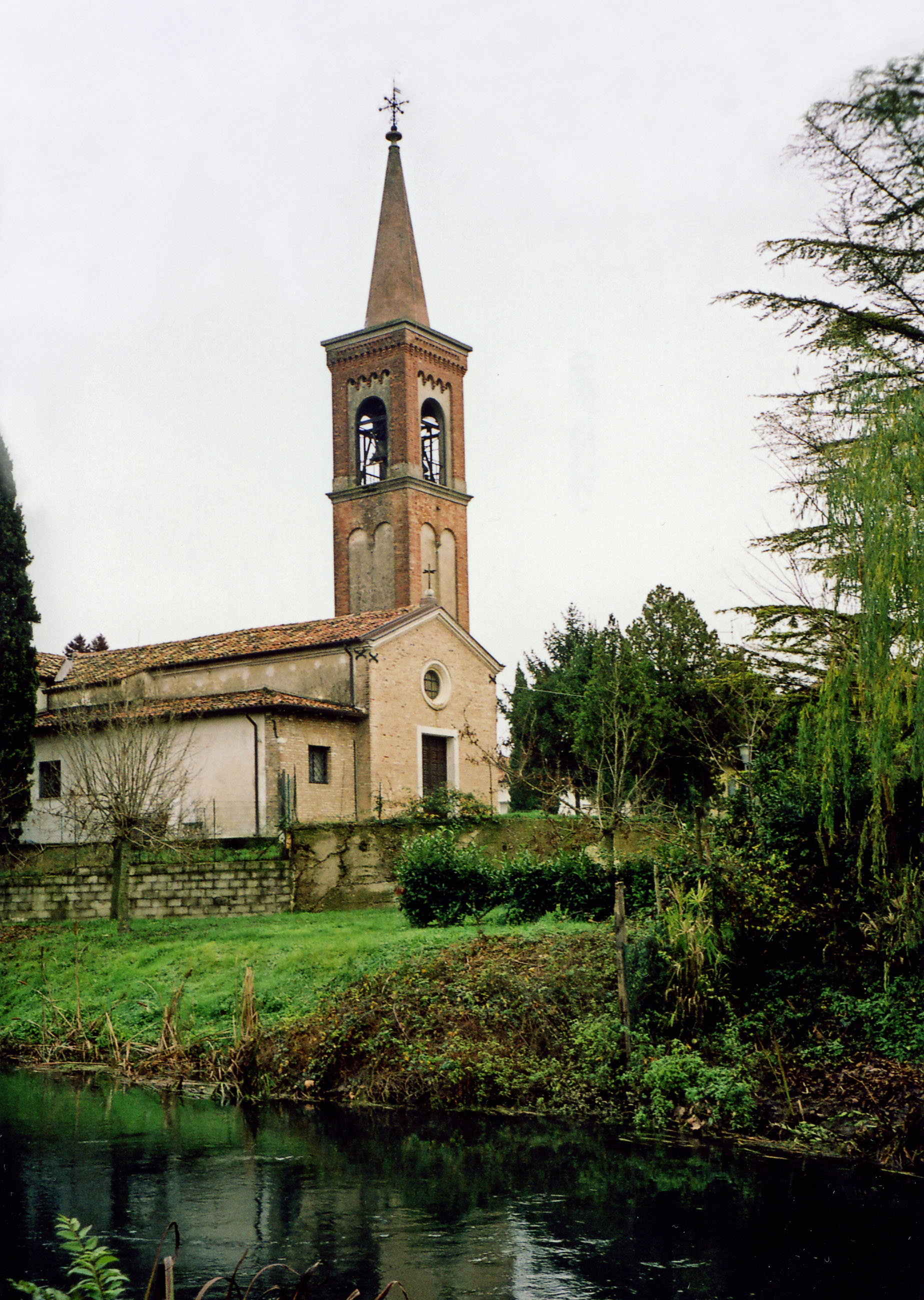
La chiesa parrocchiale di Cintello

Le prime testimonianze sulla presenza umana risalgono ai primi secoli dell’era cristiana; a quelle epoche datano alcuni reperti (laterizi, ceramiche, tessere musive, ecc.) riconducibili ad insediamenti romani di cui era ricca tutta la zona, un tempo parte dell’agro centuriato di Iulia Concordia.
L’agglomerato rurale di Cintello nasce invece nell’alto medioevo, su di un'area rialzata lungo il fiume Lemene (antico ramo del Tagliamento) e in prossimità dell'importante via di comunicazione che congiungeva Concordia con il Norico (via per Compendium). Tale strada mantenne poi una notevole importanza, soprattutto per i commerci tra Venezia e la Germania via Portogruaro, fino a tutta l’età veneta.
Il primo documento in cui viene citata la "Villam de Cintello" risale al 1186 o 1187: essa viene elencata nella bolla papale concessa da Urbano III al vescovo di Concordia Gionata, in cui veniva riconosciuta e confermata la giurisdizione temporale e spirituale del presule su gran parte del Friuli occidentale, tra i fiumi Livenza e Tagliamento e dalle prealpi al mare.
Dal punto di vista religioso, Cintello faceva parte della pieve di Sant'Andrea di Cordovado, pur disponendo di una propria chiesa dedicata a San Giovanni Battista la cui esistenza è accertata almeno dal XIII secolo.  L'emancipazione dalla matrice si verificò nel corso del XVI secolo.
Rimanendo sempre feudo dei vescovi di Concordia, Cintello fece parte dello Stato patriarcale di Aquileia fino al 1420, quindi dopo la conquista veneziana del Friuli, passò sotto la Serenissima continuando ad essere legato alla “provincia del Friuli” fino alla caduta della Repubblica di Venezia nel 1797. Fino ad allora Cintello fu comune autonomo, dotato di un proprio organo di autogoverno (la "vicinia") che eleggeva annualmente il podestà e i giurati.
Agli inizi dell'Ottocento l’avvento di Napoleone determinò uno stravolgimento negli antichi assetti amministrativi del territorio: fu allora che l’intero mandamento di Portogruaro venne aggregato alla provincia di Venezia. Cintello fu unito a Teglio (dal 1868 Teglio Veneto). La successiva dominazione austriaca ed il Regno sabaudo poi, mantennero la suddivisione amministrativa ereditata dai francesi che giunse quasi invariata fino ai giorni nostri.

## Monumenti e luoghi d'interesse

### Chiesa parrocchiale di San Giovanni Battista

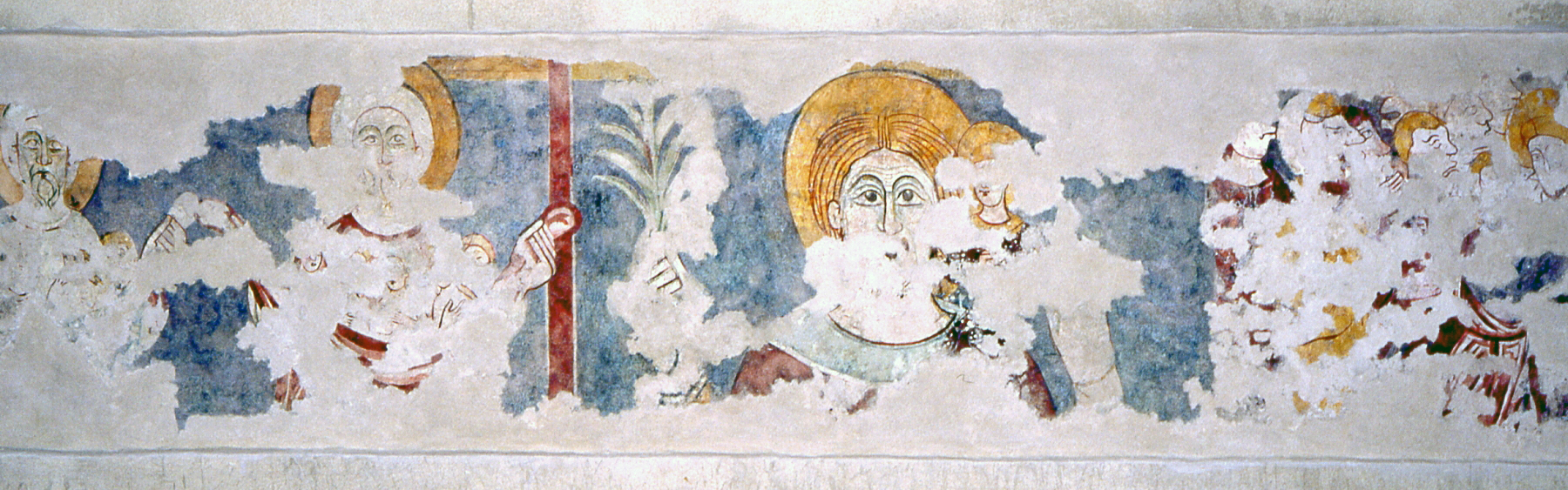
Gli affreschi romanici di Cintello

Le origini della chiesa parrocchiale dedicata a San Giovanni Battista di Cintello si perdono nel Medioevo, non essendovi documenti che testimoniano la sua costruzione. Per imbatterci in un atto che parli della chiesa bisogna arrivare alla metà del Trecento, anche se recenti indagini compiute sull’attuale edificio culturale hanno portato ad individuarne una parte primitiva databile intorno ai secoli XI-XII. L’aula originaria ha subito vari rimaneggiamenti nel corso del tempo, con aggiunte e modifiche fino ai giorni nostri, senza essere mai stata demolita e ricostruita radicalmente, a differenza di quasi tutte le chiese dei dintorni; gli interventi più significativi hanno riguardato l’innalzamento della navata, avvenuto prima del ‘600, l’allungamento della stessa a fine ‘800 e l’aggiunta dei due “coretti” laterali nel 1966-70. Ulteriori studi hanno collegato inoltre la chiesa, sorta lungo un’importantissima via di comunicazione esistente fin dall’epoca romana e ubicata su di un’altura a ridosso del fiume Lemene, con la presenza intorno ad essa di un recinto fortificato di carattere rurale, ossia una centa (da cui, secondo alcune ipotesi, deriverebbe pure il toponimo Cintello).
Il principale motivo di interesse della chiesa è dato dall’esistenza al suo interno di alcuni lacerti di affreschi romanici scoperti nel 1968, collocabili tra la fine del XII e l’inizio del XIII secolo, perciò tra i più antichi della diocesi di Concordia-Pordenone. Dopo il loro restauro avvenuto nel 1996, gli studiosi hanno rimarcato l’importanza di tali pitture, definite un unicum dal punto di vista stilistico e perciò meritevoli di rientrare di buon diritto nel novero degli affreschi d’epoca medioevale più rilevanti dell’intero territorio. Da quanto rimane si possono leggere ancora i resti della rappresentazione del cosiddetto Seno di Abramo (ossia i tre patriarchi Abramo, Isacco e Giacobbe che accolgono nel loro grembo le anime), la parte superiore di un gigantesco San Cristoforo, venerato in particolare da pellegrini e viandanti che percorrevano l’antica strada (che fino alla deviazione avvenuta all’inizio dell’Ottocento costeggiava il Lemene a nord dell’edificio sacro per poi svoltare di fronte all’ingresso principale della nostra chiesa) ed infine la drammatica scena del Bacio di Giuda ossia la cattura di Cristo. 
Completano il panorama artistico i tre altari: il maggiore dedicato al titolare San Giovanni Battista (paliotto marmoreo secentesco, tabernacolo del XVIII secolo), ed i laterali collocati entro delle piccole cappelle che portano il titolo rispettivamente di San Valentino (invocato contro il “mal caduto” ovvero l'epilessia, il cui culto è attestato a Cintello fin dal XVI secolo) raffigurato in una tela di anonimo pittore ottocentesco, e dell’Annunciazione di Maria, pure dotato di pala firmata dal portogruarese Sante Conti e datata 1866.
Da segnalare inoltre il fonte battesimale in pietra del 1612, un trittico di statue lignee del XVI secolo già collocate sopra l’altar maggiore (San Giovanni Battista, San Rocco e San Sebastiano), la "Devozione di San Giovanni Battista", mosaico realizzato dalla scuola di Spilimbergo nel 1968 ed infine il simulacro ligneo dell’Immacolata opera dello scultore Giuseppe Scalambrin (1954).
Esternamente la chiesa presenta una muratura in cotto a vista con inseriti dei rilievi marmorei erratici (in gran parte otto-novecenteschi) ivi collocati verso il 1970, epoca a cui risale l’attuale riconfigurazione interna ed esterna della struttura.
Il campanile in stile neoromanico a canna quadrata con cuspide conica, posto a ridosso dell’aula, fu edificato nel 1913 su progetto dell'ing. Antonio Del Prà sul luogo di una precedente torre campanaria.

### Oratorio dei Santi Urbano ed Antonio

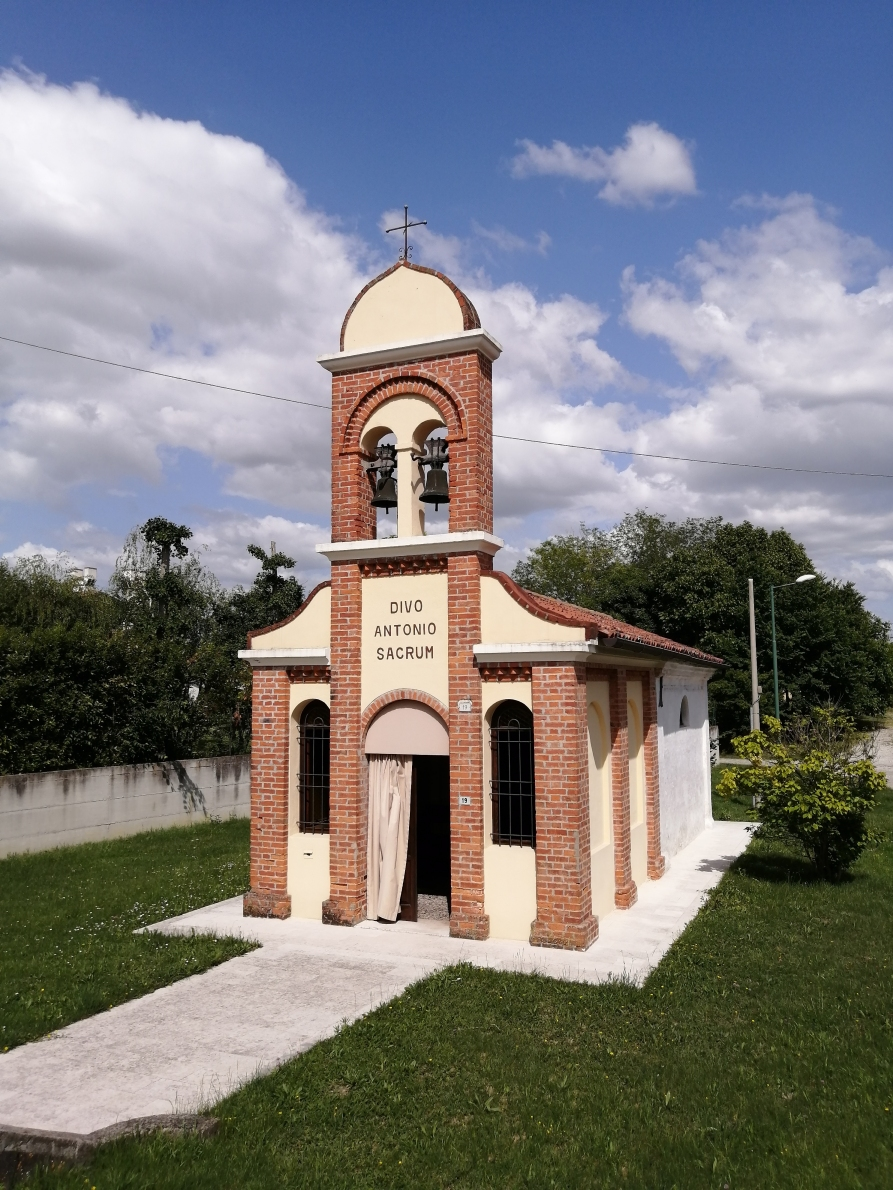
L'oratorio dei Santi Urbano ed Antonio

Ricordato nei documenti fin dall’inizio del XVI secolo, ma probabilmente ben più antico, l’oratorio sorge in prossimità di un incrocio stradale a fianco di quella che nel Medioevo era detta la "Via della Mercanzia" continuatrice di un antichissimo tracciato stradale d’epoca romana di cui si sono individuate le tracce a poca distanza. In origine il sacello era intitolato al solo S. Urbano, santo invocato per la pioggia e non a caso ci troviamo in una zona che fino a tutto l’Ottocento era quasi completamente disabitata in aperta campagna. Sappiamo che nel ‘600 esso era meta di una processione annuale che si svolgeva il 25 maggio (giorno di S. Urbano) durante la quale si impartiva pure la benedizione degli animali. Quest’ultima pratica è spiegata dal fatto che in tale sacello si venerava anche S. Antonio Abate. I documenti precedenti la fine del XIX secolo non fanno nessuna menzione di una devozione per S. Antonio da Padova, oggi divenuto il titolare a tutti gli effetti, ma solo nel corso del ‘900 si affermò la sua venerazione che fece presto soppiantare i precedenti culti.
Appartenuto originariamente ai Martinelli di Portogruaro - nobile famiglia che deteneva numerosi beni nei dintorni - nel corso del XVIII secolo divenne di proprietà della comunità e della parrocchia di Cintello.
L’edificio come si presenta attualmente è il frutto di un ampliamento avvenuto nel 1921 del sacello originario (a sua volta rimaneggiato nel ‘700) divenuto di conseguenza il presbiterio dell’aula. Altri importanti lavori furono compiuti nel 1959-60; fu allora che Amilcare Scalambrin scolpì la statua lignea che oggi campeggia sopra l’unico altare risalente al XVIII secolo.
Nel 2006 l’oratorio è stato oggetto di un intervento di restauro.

### Il fiume Lemene

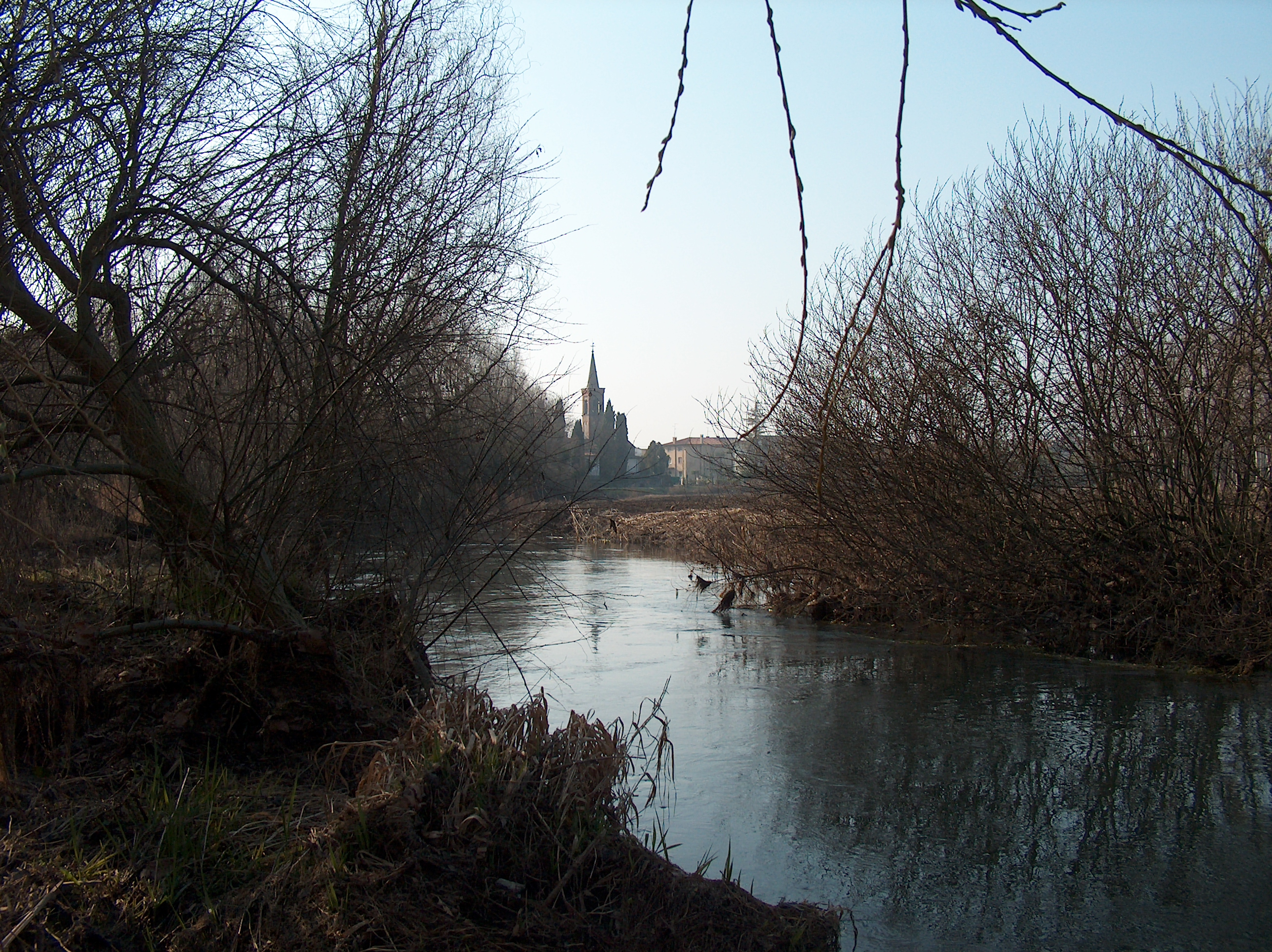
Il fiume Lemene in prossimità dell'abitato di Cintello

Il principale corso d’acqua che tocca il territorio di Cintello è il Lemene, piccolo fiume di risorgiva, lungo le cui rive si stagliano alcuni suggestivi percorsi ciclo-pedonali che si snodano a cavallo delle località di Cintello e Boldara. Consigliati per coloro che volessero fare un tuffo in un paesaggio quasi incontaminato che presenta interessanti aspetti naturalistici ed ambientali, essi toccano anche alcuni luoghi di interesse storico, quali la chiesa romanica di Cintello ed il sito dei mulini di Boldara (Gruaro), dove fin dal Medioevo le acque del Lemene e delle sue derivazioni facevano muovere le pale di due importanti opifici idraulici, il "Mulin Grande", e il "Molin del Nogarolo".

## La fabbrica di velocipedi

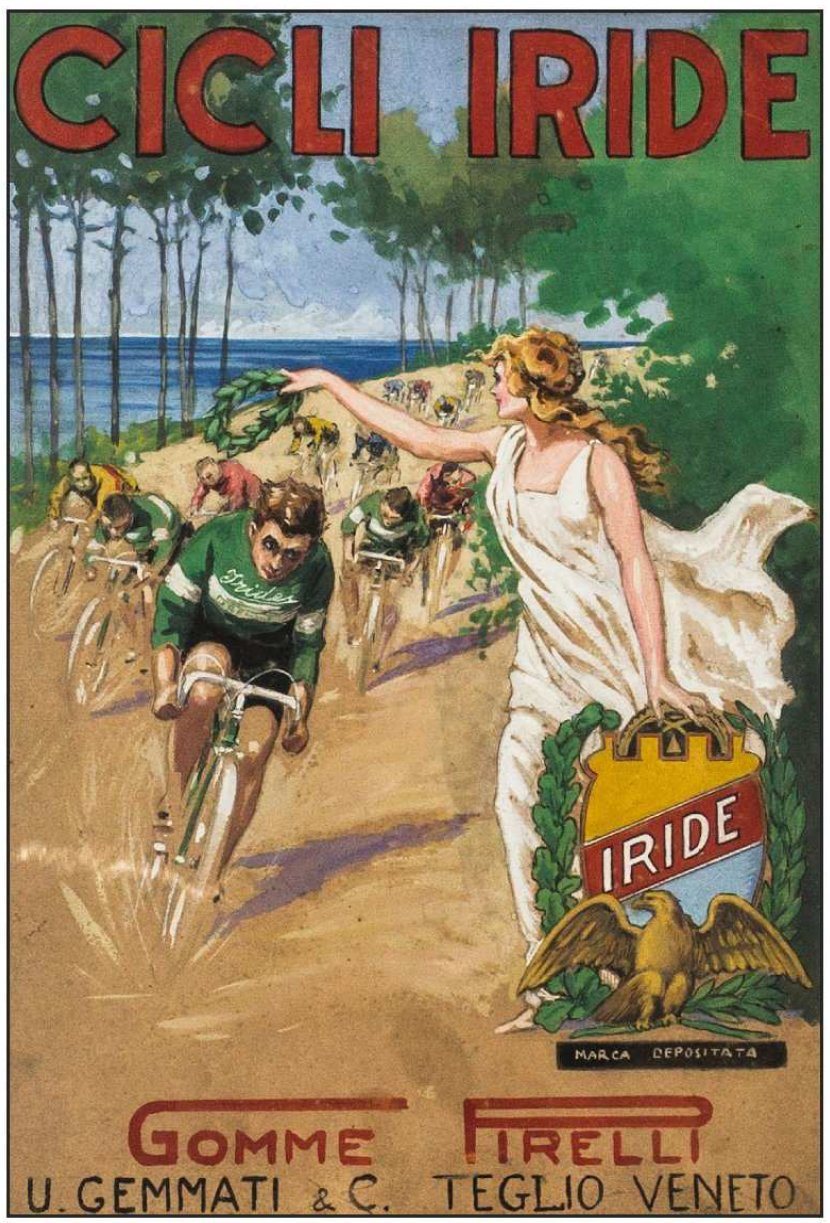
Un vecchio manifesto pubblicitario dei cicli Iride

A Cintello ha sede la "Gemmati Velocipedi" che è la più antica fabbrica italiana di biciclette ancora di proprietà della famiglia che l'ha fondata.
Tutto è partito da una felice intuizione del suo fondatore, Umberto Gemmati, classe 1892. Umberto dopo aver trascorso la sua infanzia a Cintello emigrò in Belgio e in Francia, dove, in seguito ad un grave incidente sul lavoro, perse una gamba. Allo scoppio della Grande Guerra fece ritorno in Italia, trascorrendo il periodo dell’occupazione da sfollato a Milano dove trovò lavoro alla DEI, una delle più importanti aziende di biciclette della penisola. Dopo la fine del conflitto, nel 1919, fece ritorno a Cintello ed aprì un’officina di riparazione e vendita di biciclette DEI. Di lì a poco Gemmati creò un proprio marchio, IRIDE – che verrà depositato nel 1924 - (a cui si affiancheranno poi Gemma e Angor), scrivendo nei decenni seguenti una delle pagine più importanti nella storia dei velocipedi in Italia.
Si narra che un giorno il campione Ottavio Bottecchia, primo italiano a vincere il Tour de France nel 1924, si presentò a Cintello avendo sentito parlare delle biciclette da corsa di Gemmati per farsene realizzare una. Nel 1947, quando fu inaugurato il velodromo “P.G. Mecchia” di Portogruaro, furono commissionate alla Gemmati Velocipedi le biciclette utilizzate da alcuni grandi campioni del ciclismo invitati per l’occasione (Cottur, Bevilacqua, Leoni e Pinarello) e pure in seguito in manifestazioni sportive che ebbero come teatro il Mecchia (nel 1948 vi partecipò pure Gino Bartali). Queste biciclette si possono ancora ammirare nella fabbrica-museo di Cintello.

## Manifestazioni

### Festa di San Valentino
La domenica successiva al 14 febbraio. Tradizionale ed antichissimo appuntamento religioso, accompagnato da una solenne processione che si perpetua da più di 4 secoli in onore del Santo degli innamorati, un tempo venerato contro l’epilessia, la cui devozione a Cintello è testimoniata da un documento del 1584.

### Sagra del Bisat
Fine giugno-inizi di luglio. Sagra paesana introdotta all'inizio degli anni '80 del Novecento, ma molto nota nella zona grazie alla specialità gastronomica che viene servita negli stand: l’anguilla (in dialetto "bisat").

### Festa dell'Immacolata
8 dicembre. Festa religiosa con solenne processione in onore della Madonna, introdotta nel 1896.